# Aphoebantus interruptus
Aphoebantus interruptus är en tvåvingeart som beskrevs av Daniel William Coquillett 1891. Aphoebantus interruptus ingår i släktet Aphoebantus och familjen svävflugor. Inga underarter finns listade i Catalogue of Life.